# Microtrigonia petaurina
Microtrigonia petaurina är en trollsländeart som beskrevs av Maurits Anne Lieftinck 1949. Microtrigonia petaurina ingår i släktet Microtrigonia och familjen segeltrollsländor. Inga underarter finns listade i Catalogue of Life.